# القروية الجميلة
القروية الجميله (بالتركية: Güzel Köylü) هو مسلسل تركي عرض في عام 2015 وتلقي نجاحاً رائعاً في تركيا والعالم العربي رغم انه لم يعرض بعد علي التلفزيون العربي.

## القصة
تدور احداث المسلسل عن فتاة اسطنبولية تنتقل للعيش في قرية صغيره تسمي «موغلا» أو«القرية الجميله» بعد حدوث مشاكل مع خطيبها محمد نور اوغلو فتقع في حب بيرك جانكات، وتشتعل نار المنافسة والغيرة بين «بيرك جانكات» و 'محمد نور اوغلو'.

## بطولة
- جيزم كاراجا
- محمد علي نور أوغلو
- بيرك جانكات

## الاستقبال
مسلسل القروية الجميلة تحتل المركز السابع بين أكثر المسلسلات التركية ربحا في عامه، حيث كانت أرباحه تقدر بي 24.460.500 ليرة تركية.

## روابط خارجية
القروية الجميلة على الموقع الرسمي قناة Star TV (بالتركية).